# Данијел Пиксијадес
Данијел Пиксијадес (слч. Daniel Pixiades; Кисач, 5. јул 1931 — Тандер Беј, 30. март 2024) био је југословенски и српски песник словачког порекла. Аутор је збирки поезије на словачком, српском и хрватском језику, а превођен је на многе светске језике. Био је члан Удружења књижевника Србије, Словачке, Војводине и Црне Горе.

## Биографија
Данијел Пиксијадес је рођен 5. јула 1931. године у месту Кисач у Војводини. Завршио је наставничку школу у Сомбору 1950. Радио је као наставник у Селеушу, Великом Средишту, Кулпину, Сремским Карловцима, Старом Бару и Сутомору. Радио је годину дана у Угоститељској комори у Новом Саду. Крајем септембра 1974. године са породицом се преселио у Канаду. Живео је у Тандер Беју, у Онтариу, Канада.

## Књижевни рад
Пиксијадес је сарађивао са чехословачким новинама „Ljudove zvesći“ и волонтерски радио на месној југословенској радиостаници.
У Канади је у почетку био сарадник, а потом уредник новина „Наше новине“ (1977-1988), око којих су се окупљали многи песници из Канаде и целог света. У тим новинама је Пиксијадес објављивао песме, приче, есеје и чланке.
Био је члан Удружења „Десанка Максимовић“.
Како је живео у бившој Југославији, Пиксијадес је писао песме на матерњем словачком и српскохрватском језику. Оне су штампане у часописима, зборницима и антологијама.
Члан је Удружења књижевника Словачке, Србије, Војводине и Црне Горе. Почасни је члан Удружења песника „Нови поглед“ у Санкт-Петербургу, Русија.

## Стваралаштво
Пиксијадес је објединио поезију објављену на српском језику у Југославији са поезијом објављеном у Канади у збирци песама „Biti Izvan“ (1976). Књига је објављена у издаваштву „Култура“ у Бачком Петровцу. Исти издавач је објавио још две збирке песама Пиксијадеса на српском језику: „Ka srcu zemlje“ (2005) и „Odasvud sjever“ (2006).
У 2021. години у Санкт-Петербургу се појавила књига „Празник воде“ у преводу на руски језик књижевника и преводиоца Владимира Бабошина. У 2021. години у Белорусији је објављена књига „У част траве“ у преводу на белоруски језик Дајане Лазаревић.

### Збирке поезије на словачком језику
- Vlny kotvy vlny – Talasi sidra talasi „Obzor“, Novi Sad, 1974.
- Úlet za srdcom – Uzlet za srcem, SVC, Bačsky Petrovec, 2011.
- Zbrazdene nebo – Poorano nebo, SVC, Bačsky Petrovec, 2014.
- Toky – Tokovi, SVC, 2016.
- Klaniam sa trsu – Klanjam se mladicama, SVC, 2017.
- Kaleidoskop, SVC, 2017.
- Zápisky Bez poradia – Zapisi bez redosleda (першая кніга ўспамінаў), Artprint, Novi Sad, 2018.

### Збирке поезије за децу на словачком језику
- Morska Riša – Morsko carstvo, SVC, 2009.
- Slávnosť – Svečanost, SVC, 2017.
- Slneční pútnici – Sunčani putnici, SVC, 2017.
- Rybka Žiara – Ribica Žiška, SVC, 2015.

### Биографије на српском језику
- Zapisi bez redosleda (druga knjiga memoara), Prometej, Novi Sad, 2015.
- Sunčani putnici, SVC, 2018.

### Збирке поезије на српском језику
- Svečanost vode, Beograd, Alma, 2017.
- Putokaz ka zvijezdi, Beograd, Alma, 2017.
- Putnici na jug, Beograd, Alma, 2017.
- Prvijenci i ostaci, Beograd, Alma, 2017.

### Збирке на енглеском језику
- Interlude-Pauza, Emerson Street Printing, Thunder Bay, 2011.
- Road sign toward the stars – Putokaz ka zvijezdi, LULU Press, 2017.
- Celebration of water – Proslava voda, LULU Press, 2017.
- Road sign toward the star – Putokaz ka zvijezdi, AMAZON, 2019.
- Celebration of water – Proslava voda, AMAZON, 2019.